# Волейбольний майданчик
Волейбольний майданчик — рівна і винятково горизонтальна площа прямокутної форми, обмежена розміткою, яка є місцем проведення волейбольних матчів.

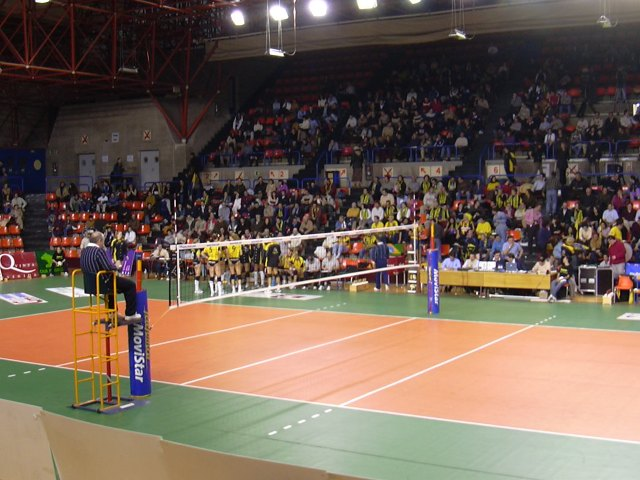
Волейбольний майданчик

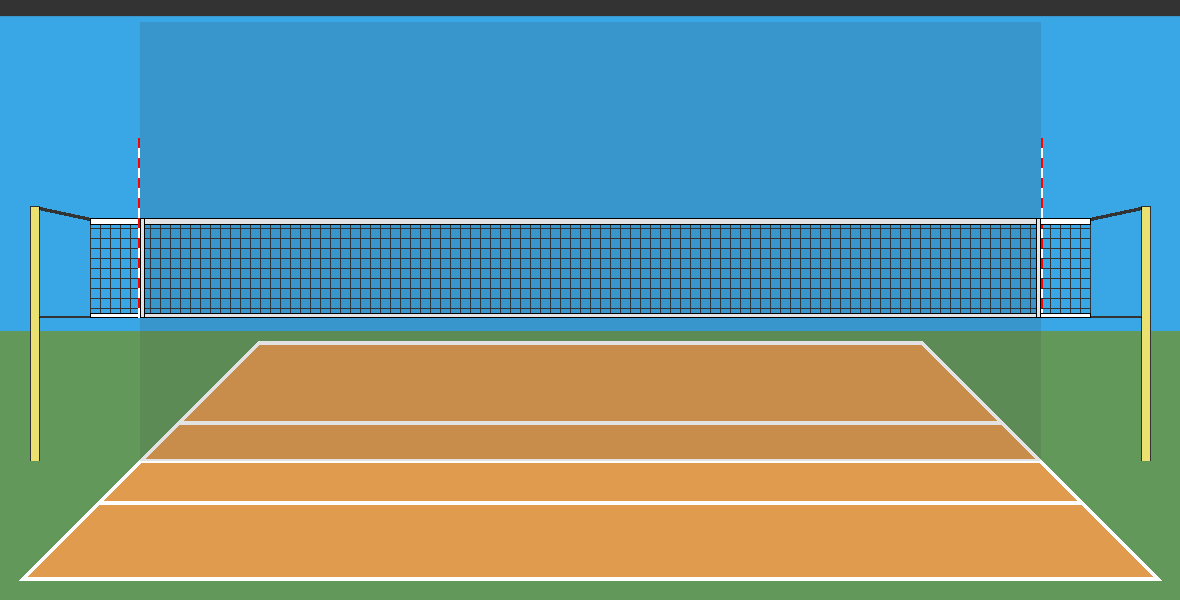
Вертикальні антени, які поділяють ігровий простір

Покриття майданчика може бути дерев'янним, пластиковим, з спеціальної суміші (тенісіт) або земляним.
Розмір майданчика у довжину 18 метрів та 9 метрів у ширину. Майданчик розділений на дві частини розміром 9×9 метрів за допомогою сітки шириною 1 метр. Сітка розташована таким чином, що її найвища точка перебуває на висоті 2,43 метра від землі на чоловічих змаганнях і 2,24 метра — на жіночих (висота може змінюватися для змагань ветеранів і юніорів).
З двох сторін сітка обмежена двома вертикальними антенами, котрі є продовженням боковой лінії майданчика і визначають дозволений правилами простір гри м'ячем.
Паралельно сітці на відстані трьох метрів з кожної сторони від неї проводять лінії, які називаються лініями атаки.
Майданчик оточений вільним простором (так названа вільна зона), котра має збоку не менше ніж 3 метри, спереду-ззаду не менше ніж 5 метрів і по висоті не менше 7 метрів, на офіційних змаганнях FIVB. Гравці можуть входити у вільну зону і грати у її межах після подачі м'яча.
Усі лінії, котрі позначають кордони командних майданчіків і зони атаки наносять у межах розмірів майданчика і, відповідно, є її частиною.

## Пляжний волейбол
Гра проводиться на піску і з 1999 року рішенням FIVB розмір майданчика становить 16 метрів у довжину і 8 метрів у ширину.